# Новоивановка (Сумская область)
Новоивановка (укр. Новоіванівка) — село,
Гуриновский сельский совет,
Белопольский район,
Сумская область,
Украина.
Код КОАТУУ — 5920683008. Население по переписи 2001 года составляло 103 человека .

## Географическое положение
Село Новоивановка находится в 3,5 км от города Белополье.
На расстоянии до 1,5 км расположены сёла Соляники, Гирино и Кислая Дубина.
Рядом проходит железная дорога, станция Платформа 312 км.